# Paul Costermans
Paul Costermans, né le 2 avril 1860 à Bruxelles (Belgique) et mort le 9 mars 1905 à Banana (République Démocratique du Congo) est un officier, explorateur belge et vice-gouverneur de l'État indépendant du Congo. Il est connu pour avoir contribué à résoudre le différend territorial dans l'est du Congo avec l'Allemagne.

## Biographie
Paul Marie Adolphe Costermans, né dans le centre de Bruxelles le 2 avril 1860, est le fils d'Adolphe Costermans, employé, et de Pauline Desutter.   
Il fait ses études secondaires à l'Athénée royal de Bruxelles. Il s'engage ensuite dans l'armée belge et sort de l'École royale militaire, sous-lieutenant d'artillerie le 13 décembre 1880. En février 1890, il est nommé lieutenant dans la compagnie d'artificiers.  
Il entre au service de la Force publique de l'État indépendant du Congo en 1890 et fera cinq séjours au Congo jusqu'à son décès en 1905. Désigné au commandement du district du Stanley-Pool, il fait preuve de dynamisme pour le développement de sa circonscription, et en particulier de son chef-lieu Léopoldville. Naturellement nerveux, il doit cependant à deux reprises, 1891 et 1894, interrompre son mandat pour rentrer en Europe. Il est de retour à Léopoldville le 28 octobre 1895.
Dès lors, il sera l'un des principaux artisans des voies de communication du Haut-Congo. Profitant de l'achèvement progressif du chemin de fer Matadi-Léopoldville, il est témoin du lancement des premiers navires de 150 tonnes sur le fleuve Congo. Il fera baliser le fleuve jusque Kimpoko. Il est nommé commissaire général le 1er juin 1897. Il rentre en Europe le 27 juillet 1898.
Nommé inspecteur d'État le 1er mars 1899 et promu capitaine-commandant, il prend la direction des districts du Stanley-Pool et du Kwango, où il développe davantage la région. Il explore en particulier toute la zone comprise entre le Stanley Pool, le Congo, le Kasaï et le Kwango.
Il rentre en Europe en 1901. Il repart le 7 janvier 1902 avec pour mission de développer un réseau de fortins à l'est du territoire. La frontière orientale Tanganyika - Ruzizi notamment était contestée par les Allemands à la suite des déboires de Francis Dhanis avec la révolte de ses troupes Tetelas. 

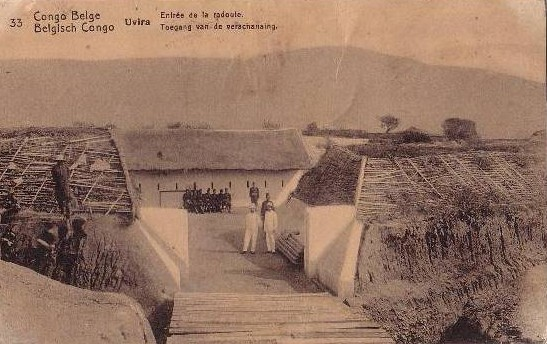
Fortification à Uvira.

Arrivé à Uvira le 23 avril, il établit un cordon de fortifications s'étendant de Bobandana, au Nord du lac Kivu, jusqu'à Uvira, sur le lac Tanganyika. Uvira, Baraka, Luvungi, Rutshuru sont équipées de fortins armés d'artillerie et soutenues par des garnisons importantes et bien entraînées. Celles-ci dissuadent les Allemands de progresser davantage. Costermans remet le commandement de la région au capitaine d'état-major Tombeur et rentre en Belgique le 12 septembre 1903.
Le 20 novembre 1903, le roi Léopold II de Belgique le nomme alors vice-gouverneur général de l'État indépendant du Congo (EIC). Il a notamment pour mission de renforcer les positions face au Congo français dans la région du bas-fleuve et prend ses fonctions à Boma, alors capitale du territoire, le 13 février 1904. En octobre, à la suite du rapport de Roger Casement dénonçant les atrocités commises par les Européens sur la population congolaise, la Commission d'enquête instituée par le roi Léopold II afin de faire un rapport sur la situation humanitaire au Congo arrive à Boma. En février 1905, sa tournée terminée, elle revient à Boma, et dépose ses conclusions devant le vice-gouverneur général Costermans.
En première ligne face aux accusations, il prend mal les critiques adressées à l'administration de l'EIC et son état de santé mentale se dégrade rapidement. Les médecins s'en inquiètent et conseillent de ne pas le laisser seul. Au cours d'un séjour à Banana, il parvient cependant à tromper la surveillance de ses collaborateurs et met fin à ses jours le 9 mars 1905. 
Il est surnommé localement gondoko, le « léopard », pour sa manie due à son état de nervosité permanente d'arpenter de long en large sa véranda. 
À la suite de son décès le 9 mars 1905 à Banana, son corps est ramené sur la malle congolaise Philippeville le 16 mai 1905 à Anvers. Il est inhumé le 17 mai 1905 au cimetière de Forest.  

## Hommages et distinctions
En 1927, son nom est donné à Costermansville, aujourd'hui Bukavu.
Il a reçu les distinctions suivantes :
- Chevalier de l'ordre de Léopold en 1897 (Belgique) ;
- Croix militaire de 2e classe (Belgique) ;
- Officier de l'ordre royal du Lion (État indépendant du Congo) ;
- Chevalier de l'ordre de l'Étoile africaine (État indépendant du Congo) ;
- Étoile de Service à quatre raies (État indépendant du Congo) ;
- Chevalier de la Légion d'honneur en 1897 (France).